# Hans Pfaff
Hans Heinrich Ulrich Vitalis Pfaff, född den 29 april 1824 i Erlangen, död där den 29 maj 1872, var en tysk matematiker och fysiker, son till Johann Wilhelm Pfaff.
Pfaff blev 1867 extra ordinarie och 1869 ordinarie professor i matematik i Erlangen. Hans huvudområde var projektiv geometri, som han behandlade i sin 1867 utkomna lärobok, Neuere Geometrie. Denna utgavs på nytt 2006 i USA.